# Supercupa României 2011
Supercupa României 2011 a fost cea de-a 13 ediție a Supercupei României. Dreptul de a participa la acest meci a fost obținut de către Oțelul Galați campioana Ligii I în sezonul 2010-2011 și Steaua București caștigătoarea Cupei României 2010-11. Supercupa s-a disputat pe Stadionul Ceahlăul din Piatra Neamț la data de 17 iulie 2011 și a fost transmisă de televiziunea ProTV și postul Radio România Actualități.
După ce Branko Grahovac a reușit să blocheze șutul din careul mic al lui Galamaz în minutul 7, Laurențiu Buș a deschis scorul cu un șut în diagonală de la marginea careului mare în minutul 15, iar Oțelul Galați a învins Steaua București cu scorul de 1 - 0, obținând astfel pentru prima dată Supercupa României. 

## Înainte de meci

### Stadion și bilete
FRF a decis pe 2 iunie 2011 că Supercupa Timișoreana 2011 va avea loc pe Stadionul Ceahlăul din Piatra Neamț. Arena a fost inaugurată în 1935, fiind alcătuită la început dintr-o singură tribună, dar de-a lungul timpului a suferit multe modificări și renovări. În urma modernizărilor din anii '90 și 2000 capacitatea a crescut la 14.000 și mai târziu la 18.000 de locuri.
Pentru acest meci au fost disponibile 14.000 de bilete, din acestea 8.000 au fost pentru fanii neutri, câte 2.000 pentru fanii Oțelului și ai Stelei, iar restul de 2000 de bilete au rămas la dispoziția FRF precum și a sponsorilor. Toate tichetele disponibile au fost vândute, iar meciul s-a disputat cu casa închisă.

### Ceremonia de deschidere
Înainte de fluierul de început al meciului s-a ținut un moment de reculegere pentru fostul căpitan al Stelei, Ștefan Sameș, ce decedase cu câteva ore înainte în urma unui cancer nazo-faringian. Jucători echipei Steaua București au purtat banderole negre pe parcursul meciului și tricouri negre cu mesaje de condoleanțe în timpul momentului de reculegere. Lovitura de început a meciului a fost dată de Lucian Bute, acesta reușise să își apere centura de campion mondial la categoria supermijlocie în versiunea IBF în fața lui Jean-Paul Mendy, într-o gală desfășurată la București la data 9 iulie.

## Detaliile meciului
| 17 iulie 2011 20:45 | Oțelul  | 1 - 0 | Steaua București | Stadionul Ceahlăul, Piatra Neamț Spectatori: 15.000 Arbitru: Robert Dumitru |
| 17 iulie 2011 20:45 | 15' Buș |       |                  | Stadionul Ceahlăul, Piatra Neamț Spectatori: 15.000 Arbitru: Robert Dumitru |

| Oțelul Galați | Steaua București |

| OȚELUL:          |    |                     |     |     |
|                  |    |                     |     |     |
| P                | 12 | Branko Grahovac     |     |     |
| FD               | 3  | Cornel Râpă         | 89' |     |
| FC               | 18 | Sergiu Costin       |     |     |
| FC               | 30 | Milan Perendija     | 79' | 81' |
| FS               | 23 | Adrian Sălăgeanu    |     |     |
| MC               | 29 | Gabriel Giurgiu     |     | 4'  |
| MC               | 26 | Ionuț Neagu         |     |     |
| MD               | 8  | Liviu Antal         | 67' |     |
| MO               | 15 | John Ike Ibeh       |     |     |
| MS               | 17 | Laurențiu Buș       |     |     |
| A                | 10 | Gabriel Paraschiv   | 40' | 65' |
| Rezerve:         |    |                     |     |     |
| P                | 1  | Cristian Brăneț     |     |     |
| F                | 14 | Silviu Ilie         |     |     |
| F                | 7  | Laurențiu Iorga     |     |     |
| F                | 16 | Cristian Sârghi     |     | 81' |
| M                | 37 | Gabriel Viglianti   |     | 4'  |
| A                | 19 | Bratislav Punoševac |     |     |
| A                | 27 | Marius Pena         |     | 65' |
| Antrenor:        |    |                     |     |     |
| Dorinel Munteanu |    |                     |     |     |

| STEAUA:    |    |                    |      |     |
|            |    |                    |      |     |
| P          | 12 | Ciprian Tătărușanu | 110' |     |
| FD         | 18 | Novak Martinović   | 60'  |     |
| FC         | 22 | George Galamaz     |      |     |
| FC         | 6  | Florin Gardoș      |      |     |
| FS         | 14 | Iasmin Latovlevici |      |     |
| MD         | 16 | Bănel Nicoliță     | 58'  |     |
| MC         | 26 | Eric Bicfalvi      | 52'  |     |
| MC         | 5  | Pablo Brandan      |      |     |
| MS         | 10 | Cristian Tănase    |      | 10' |
| A          | 77 | Leandro Tatu       |      |     |
| A          | 24 | Raul Rusescu       | 66'  |     |
| Rezerve:   |    |                    |      |     |
| P          | 1  | Răzvan Stanca      |      |     |
| F          | 2  | Gabriel Matei      |      |     |
| F          | 19 | Valeriu Lupu       |      |     |
| F          | 4  | Valentin Iliev     |      |     |
| M          |    | Florin Bejan       |      |     |
| M          | 30 | Liviu Băjenaru     |      | 10' |
| M          | 47 | Dorinel Popa       |      |     |
| Antrenor:  |    |                    |      |     |
| Ronny Levy |    |                    |      |     |

| Oficialii meciului - Arbitri asistenți: - Cristian Nica (Ploiești) - Aurel Oniță (Constanța) - Al patrulea arbitru: - Emil Voicu (Bacău) - Observatori: - Vasile Avram (București) - Paul Costaș (Iași) Jucătorul meciului - Laurențiu Buș | Reguli - 90 minute de timp regulmentar de joc - 30 minute de prelungire (două reprize de 15 minute) - Lovituri de departajare dacă scorul este egal după 120 de minute - Șapte jucători pe banca de rezervă - Maxim trei înlocuiri |

## După meci
Jucătorii echipei Oțelul au primit medaliile de căștigători ai Supercupei de la Lucian Bute, suporter declarat al acestora. Bute a acordat și trofeul de jucător al meciului lui Laurențiu Buș precum și Supercupa căpitanului echipei gălățene, Sergiu Costin. Jucătorii echipei FC Steaua București au fost premiați de către președintele Federației Române de Fotbal, Mircea Sandu.